# Noémie Kolly
Noémie Kolly (ur. 20 lipca 1998 w La Roche) – szwajcarska narciarka alpejska, srebrna medalistka mistrzostw świata juniorów.

## Kariera
Po raz pierwszy na arenie międzynarodowej pojawiła się 26 listopada 2014 roku w Davos, gdzie w zawodach FIS zajęła 34. miejsce w supergigancie. W 2018 roku wzięła udział w mistrzostwach świata juniorów w Davos, zajmując szóste w zjeździe i dziesiąte w kombinacji. Ponadto podczas rozgrywanych rok później mistrzostw świata juniorów w Val di Fassa wywalczyła w zjeździe srebrny medal.
W Pucharze Świata zadebiutowała 27 stycznia 2019 roku w Garmisch-Partenkirchen, gdzie zajęła 29. miejsce w zjeździe. Tym samym już w debiucie zdobyła pierwsze pucharowe punkty.

## Osiągnięcia

### Mistrzostwa świata juniorów
| Miejsce | Dzień       | Rok  | Miejscowość  | Konkurencja | Czas biegu | Strata | Zwyciężczyni       |
| ------- | ----------- | ---- | ------------ | ----------- | ---------- | ------ | ------------------ |
| 25.     | 8 marca     | 2017 | Åre          | Zjazd       | 1:25,27    | +2,20  | Alice Merryweather |
| DNF1    | 30 stycznia | 2018 | Davos        | Gigant      | 1:39,66    | -      | Julia Scheib       |
| DNF     | 4 lutego    | 2018 | Davos        | Supergigant | 1:12,22    | -      | Kajsa Vickhoff Lie |
| 10.     | 5 lutego    | 2018 | Davos        | Kombinacja  | 2:03,41    | +3,55  | Aline Danioth      |
| 6.      | 8 lutego    | 2018 | Davos        | Zjazd       | 1:10,10    | +0,66  | Kajsa Vickhoff Lie |
| DNF2    | 19 lutego   | 2019 | Val di Fassa | Gigant      | 1:54,99    | -      | Alice Robinson     |
| DNS2    | 24 lutego   | 2019 | Val di Fassa | Kombinacja  | 2:03,77    | –      | Nicole Good        |
| 4.      | 24 lutego   | 2019 | Val di Fassa | Supergigant | 1:14,54    | +0,23  | Hannah Sæthereng   |
| 2.      | 27 lutego   | 2019 | Val di Fassa | Zjazd       | 1:23,91    | +0,15  | Juliana Suter      |

### Puchar Świata

#### Miejsca w klasyfikacji generalnej
- sezon 2018/2019: 136.
- sezon 2020/2021: 84.
- sezon 2021/2022: 69.

#### Miejsca na podium w zawodach
Kolly nie stanęła na podium zawodów PŚ.